# Wolffiella
Wolffiella Hegelm. – rodzaj pływających roślin wodnych z rodziny obrazkowatych, obejmujący 10 gatunków występujących w Afryce kontynentalnej i Ameryce bez Kanady i Alaski. Gatunek Wolffiella hyalina został introdukowany w Indiach. Nazwa naukowa rodzaju została utworzona poprzez dodanie do nazwy rodzaju wolfia (Wolffia) końcówki diminutywnej -ella.

## Morfologia
PędRośliny o ciele uproszczonym do poziomu organizacji roślin plechowatych, których jedynym wyróżnialnym organem są zredukowane kwiaty. Ich ciało stanowi płaski człon pędowy, szeroko języczkowaty do równowąskiego, często sierpowato wygięty, prześwitujący i jasnozielony, o wymiarach około 3–9×0,5–5 mm. Występują w nim komory powietrzne oraz komórki pigmentowe. Organizmy potomne powstają na drodze rozmnażania wegetatywnego pojedynczo, w trójkątnym, wierzchołkowym woreczku. Rośliny często łączą się, tworząc zwarte, wiązkowe, kilkuorganizmowe kolonie, pływające tuż pod powierzchnią wody (punktowo wynurzające się w okresie kwitnienia), często poniżej innych roślin wodnych. Przedstawiciele tego rodzaju nie tworzą form przetrwalnikowych.
KwiatyZ uwagi na skuteczność rozmnażania wegetatywnego rośliny rzadko kwitną. W zagłębieniu położonym w środkowo-bocznej części górnej powierzchni pędu powstaje od 1 do 2 jednopłciowych kwiatów, jednopręcikowych lub jednosłupkowych (według niektórych autorów pojedynczy kwiat obupłciowy). Kwiat żeński zawiera pojedynczy, otrotropowy zalążek. Kwiat męski z jednokomorowym pylnikiem, otwierającym się wierzchołkowo.
OwoceLekko spłaszczony, kulisty do eliptycznego mieszek zawierający 1 niemal gładkie, kulisto-eliptyczne nasiono w gąbczastej łupinie.
Rośliny podobnePrzedstawiciele rodzaju wolfia o wypukłej plesze, bez międzykomórkowych komór powietrznych i organizmami potomnymi powstającymi w woreczku umiejscowionym bazalnie.

## Biologia i ekologia
RozwójRośliny jednoroczne, hydrofity pływające, pleustofity obligatoryjne, lemnidy (wolffieidy).
SiedliskoWody spokojne ciepłego klimatu umiarkowanego, subtropikalnego i tropikalnego.
Cechy fitochemiczneW przeciwieństwie do większości przedstawicieli rodziny obrazkowatych miąższ tych roślin nie zawiera druzów i rafidów.
GenetykaLiczba chromosomów 2n = 20, 40, 42.

## Systematyka
Pozycja rodzaju według Angiosperm Phylogeny Website (aktualizowany system APG IV z 2016)Należy do podrodziny rzęsowych (Lemnoideae), rodziny obrazkowatych (Araceae), rzędu żabieńcowców (Alismatales) w kladzie jednoliściennych (ang. monocots).
Gatunki zgodnie z podziałem rodzaju według Kimball et al.
- sekcja Wolffiella – gatunki amerykańskie, z wyjątkiem W. oblonga (Ameryka Południowa i Afryka) i W. welwitschii (Afryka)
  - Wolffiella caudata Landolt
  - Wolffiella denticulata (Hegelm.) Hegelm.
  - Wolffiella gladiata (Hegelm.) Hegelm.
  - Wolffiella lingulata (Hegelm.) Hegelm.
  - Wolffiella neotropica Landolt
  - Wolffiella oblonga (Phil.) Hegelm.
  - Wolffiella welwitschii (Hegelm.) Monod
- sekcja Stipitatae – gatunki afrykańskie
  - Wolffiella hyalina (Delile) Monod
  - Wolffiella repanda (Hegelm.) Monod
- sekcja Rotundae – gatunki afrykańskie
  - Wolffiella rotunda Landolt